# Siimarivier
De Siimarivier (Zweeds: Siimajoki) is een rivier die stroomt binnen de Zweedse  gemeente Kiruna. De rivier ontstaat op de berghellingen van de Simaive (Siimaive) van 743 meter hoog. De rivier stroomt naar het noordoosten weg en krijgt nog water van tal ban bergbeken. Ze buigt naar het oosten af en gaat op in de Muljokjåkka
Afwatering: Siimarivier → Muljokjåkka → Pulsurivier → Lainiorivier → Torne → Botnische Golf